# Amt Schwarzburg
Das Amt Schwarzburg (ab 1832: Amt Königsee) war ein Gerichts- und Verwaltungsbezirk in der Schwarzburg-Rudolstädter Oberherrschaft mit Sitz in Schwarzburg bzw. Königsee.

Schloss Schwarzburg um 1890

## Geschichte
Das Amt Schwarzburg war altschwarzburgischer Besitz als Reichslehen. Es gehörte ab 1274 Schwarzburg-Schwarzburg. 1380 erhielt die Linie Schwarzburg-Wachsenburg eine Hälfte des Amtes und 1382 auch die zweite Hälfte. 1450 fiel die eine Hälfte des Amtes an Schwarzburg-Blankenburg und die andere an Schwarzburg-Leutenberg. Ab 1564 war Schwarzburg-Blankenburg dann im Besitz des ganzen Amtes. 1574 erhielten Schwarzburg-Arnstadt und Schwarzburg-Rudolstadt je eine Hälfte. Seit 1584 war Schwarzburg-Rudolstadt im Besitz beider Hälften.
Der südliche Teil des Amtes wurde zum 2. April 1832 als Amt Oberweißbach abgespalten. Das verbleibende Amt wurde in Amt Königsee umbenannt.
Das Amt Schwarzburg war zunächst Gericht erster Instanz und gleichzeitig untere Verwaltungsbehörde. Eine Trennung der Rechtsprechung von der Verwaltung war nicht gegeben. Am 1. November 1844 wurde im Amt Königssee als einzigem Amt im Fürstentum diese Trennung durchgeführt. Das Amt Königssee war nun ein reines Justizamt, also Gericht erster Instanz. Die Verwaltungsaufgaben waren an das neu geschaffene Landratsamt Oberweißbach übergegangen. Diese Sonderregelung endete am 15. Juni 1848.
Die Märzrevolution führte auch in Schwarzburg-Rudolstadt zur Forderung nach Abschaffung der Patrimonialgerichte und zur Trennung von Rechtsprechung und Verwaltung.
Am 1. Juli 1850 traten die Organisationsgesetze in Kraft, die das Gerichtswesen grundsätzlich änderte. Rechtsgrundlage war das Gesetz wegen künftiger Einrichtung der Rechtspflege vom 1. Mai 1850 und das Gesetz über die Zuständigkeit der Gerichte und über den Instanzenzug in bürgerlichen Rechtsstreitigkeiten. Damit waren die Patrimonialgerichte abgeschafft und Verwaltung und Rechtsprechung getrennt worden.
Das Amt Königsee war nun ein reines Justizamt, also Gericht erster Instanz mit einem Justizamtmann als Einzelrichter. Darüber stand das Kreisgericht Rudolstadt. Die Verwaltungsaufgaben waren an das neu geschaffene Landratsamt Oberweißbach übergegangen.
In der Reaktionsära wurde die Trennung von Rechtsprechung und Verwaltung aus Kostengründen wieder in Frage gestellt. Die Verordnung über die Organisation der unteren Landesverwaltungsbehörden vom 1. Mai 1858 hob die Landratsämter auf und überwies den Justizämtern die Verwaltungsaufgaben. Auf Wunsch des Landtags wurden mit Gesetz vom 7. Februar 1868 die Landratsämter wieder hergestellt und die Gerichte wieder von den Verwaltungsaufgaben befreit.
Im Rahmen der Einführung der Reichsjustizgesetze wurde das Amt Königsee in das Amtsgericht Königsee umgewandelt.

## Umfang
Das Amt Schwarzburg umfasste die Orte:
- Allendorf (Anteil)
- Allersdorf
- Alsbach (1832 an Amt Oberweißbach)
- Ascherbach, Häusergruppe bei Lichte (1832 an Amt Oberweißbach)
- Bechstedt
- Blechhammer, Häusergruppe bei Unterweißbach
- Blumenau
- Bockschmiede, Häusergruppe bei Döschnitz
- Böhlen
- Burkersdorf
- Cursdorf (1832 an Amt Oberweißbach)
- Dittrichshütte (seit 1663, vor Patrimonialgericht)
- Deesbach (1832 an Amt Oberweißbach)
- Dörnfeld an der Heide, kleiner Anteil
- Dörnfeld an der Ilm (1756 an Amt Stadtilm)
- Döschnitz (seit 1663, vorher Patrimonialgericht)
- Dröbischau
- Egelsdorf
- Fischbachwiese, Häusergruppe bei Neuhaus (1832 an Amt Oberweißbach)
- Friedersdorf
- Geiersthal (1832 an Amt Oberweißbach)
- Goldisthal (1832 an Amt Oberweißbach)
- Glasbach
- Herschdorf
- Katzhütte, großer Anteil (1832 an Amt Oberweißbach)
- Leibis (1832 an Amt Oberweißbach)
- Lichte bei Wallendorf (1832 an Amt Oberweißbach)
- Lichtenhain (1832 an Amt Oberweißbach)
- Mankenbach
- Mellenbach
- Mellenbach vor der Brücke, Häusergruppe bei Mellenbach
- Meuselbach
- Meura (1832 an Amt Oberweißbach)
- Mittelweißbach (1832 an Amt Oberweißbach)
- Neuhaus am Rennweg (1832 an Amt Oberweißbach)
- Oberhain
- Oberhammer (1832 an Amt Oberweißbach)
- Oberilm (Anfang des 17. Jahrhunderts an Amt Ilm)
- Oberschöbling (Seit 1811, vorher Schwarzburg-Sondershausen, Amt Gehren)
- Oberweißbach (1832 an Amt Oberweißbach)
- Obstfelderschmiede
- Quelitz (1832 an Amt Oberweißbach)
- Rohrbach (seit 1663, vorher Patrimonialgericht)
- Scheibe (1832 an Amt Oberweißbach)
- Schmalenbuche (1832 an Amt Oberweißbach)
- Schwarzburg
- Unterhain
- Unterschöbling
- Unterweißbach (1832 an Amt Oberweißbach)
- Wittgendorf (seit 1663, Patrimonialgericht)

## Patrimonialgerichte
Im Amt bestanden eine Anzahl an Patrimonialgerichten. Für diese Orte und Gebiete war nicht das Amt, sondern das jeweilige Patrimonialgericht Eingangsgericht.
| Gericht                                  | Sitz                  | Art                    | Gerichtsherr / Anmerkungen |
| ---------------------------------------- | --------------------- | ---------------------- | --- |
| Patrimonialgericht Allendorf (Anteil)    | Allendorf             | Erbgericht             | 17. Jahrhundert von Mosbach, von Greußen, 1724–1850 von Oertel                                                                                           |
| Patrimonialgericht Angelroda bei Ilmenau | Angelroda             | Ober und Niedergericht | Seit dem 17. Jahrhundert zum Amt Schwarzburg gerechnet. 1363 von Witzleben, 16. Jahrhundert von Rußwurm, Grafen von Schwarzburg, 1651–1850 von Witzleben |
| Patrimonialgericht Aschau                | Aschau                | Niedergericht          | 17. Jahrhundert von Ilten, von Boseck, 1719 von Brandenstein, 18. Jahrhundert bis 1850 von Röder                                                         |
| Patrimonialgericht Barigau               | Barigau               | Ober und Niedergericht | zu Dörnfeld an der Heide |
| Patrimonialgericht Büchellohe            | Büchellohe            | Ober und Niedergericht | zu Gräfenau, 1826 Amtsort im Amt Ilm |
| Patrimonialgericht Cottendorf            | Cottendorf            | Ober und Niedergericht | 17. Jahrhundert von Mosbach, von Greußen, 1724–1850 von Oertel                                                                                           |
| Patrimonialgericht Dörnfeld an der Heide | Dörnfeld an der Heide | Ober und Niedergericht | 1736–1850 von Röder |
| Patrimonialgericht Döschnitz             | Döschnitz             | Ober und Niedergericht | zu Döschnitz, 1663 Amtsort |
| Patrimonialgericht Eyba                  | Eyba                  | Ober und Niedergericht | zu Dörnfeld an der Heide |
| Patrimonialgericht Büchellohe            | Büchellohe            | Ober und Niedergericht | 15. Jahrhundert von Könitz, 1771 von Stockmeyer, 1803 von Fischern, um 1830 an Amt Leutenberg                                                            |
| Patrimonialgericht Fröbitz               | Fröbitz               | Ober und Niedergericht | 17. Jahrhundert von Greußen, von Boseck, 18. Jahrhundert bis 1850 von Holleben, 1812 an Amt Blankenburg                                                  |
| Patrimonialgericht Gräfinau              | Gräfinau              | Ober und Niedergericht | 17. Jahrhundert von Witzleben, 18. Jahrhundert Grafen und Fürsten von Schwarzburg-Rudolstadt, 1826 Amtsortim Amt Ilm                                     |
| Patrimonialgericht Griesheim             | Griesheim             | Ober und Niedergericht | 17. Jahrhundert von Griesheim, 1720 von beulwitz und von Lindefeld, 1744–1850 von Hoheneck                                                               |
| Hüttengerichte Katzhütte                 | Katzhütte             | Hüttengericht          | 1832 an Amt Oberweißbach |
| Patrimonialgericht Knobelsdorf           | Knobelsdorf           | Ober und Niedergericht | zu Eyba, um 1830 an Amt Leutenberg |
| Patrimonialgericht Lichta                | Lichta                | Erb und Niedergericht  | zu Griesheim |
| Patrimonialgericht Rohrbach              | Rohrbach              | Ober und Niedergericht | zu Döschnitz, 1663 Amtsort |
| Patrimonialgericht Schönheide            | Schönheide            | Ober und Niedergericht | zu Dörnfeld an der Heide |
| Patrimonialgericht Sitzendorf            | Sitzendorf            | Erbgericht             | zu Allendorf |
| Patrimonialgericht Unterköditz           | Unterköditz           | Niedergericht          | 16. Jahrhundert von Greußen, 17. Jahrhundert von Thüna, Wislizenus, 18. Jahrhundert von Kellerm 18. Jahrhundert Schwimmer, 18. Jahrhundert von Holleben  |
| Patrimonialgericht Wildenspring          | Wildenspring          | Ober und Niedergericht | 1459–1850 von Holleben |
| Patrimonialgericht Wittgendorf           | Wittgendorf           | Ober und Niedergericht | zu Döschnitz, 1663 Amtsort |

Königsee verfügte über eine eigene Niedergerichtsbarkeit.